# Burlington (Indiana)
Burlington és una població dels Estats Units a l'estat d'Indiana. Segons el cens del 2000 tenia 444 habitants.

## Demografia
Segons el cens del 2000, Burlington tenia 444 habitants, 207 habitatges, i 127 famílies. La densitat de població era de 317,5 habitants per km².
Dels 207 habitatges en un 22,2% hi vivien nens de menys de 18 anys, en un 48,3% hi vivien parelles casades, en un 9,7% dones solteres, i en un 38,6% no eren unitats familiars. En el 34,3% dels habitatges hi vivien persones soles el 20,8% de les quals corresponia a persones de 65 anys o més que vivien soles. El nombre mitjà de persones vivint en cada habitatge era de 2,14 i el nombre mitjà de persones que vivien en cada família era de 2,71.
Per edats la població es repartia de la següent manera: un 19,6% tenia menys de 18 anys, un 7,2% entre 18 i 24, un 29,5% entre 25 i 44, un 21,8% de 45 a 60 i un 21,8% 65 anys o més.
L'edat mediana era de 41 anys. Per cada 100 dones de 18 o més anys hi havia 86,9 homes.
La renda mediana per habitatge era de 38.472 $ i la renda mediana per família de 52.917 $. Els homes tenien una renda mediana de 35.000 $ mentre que les dones 17.917 $. La renda per capita de la població era de 22.482 $. Entorn del 3,3% de les famílies i el 5,5% de la població estaven per davall del llindar de pobresa.

## Poblacions més properes
El següent diagrama mostra les poblacions més properes.